# Чарлс Ванден Ваувер
Чарлс Чали Џозеф Ванден Ваувер (Тејнмут, 7. септембар 1916. – 1. јун 1989.)  био је белгијски фудбалер.

## Биографија
Играо је на позицији везног играча за Бершот 1930-их и 1940-их, освојивши два пута белгијско првенство, 1938. и 1939. године. У лиги је одиграо 263 утакмице и постигао 57 голова.
Као члан „Црвених ђавола“ од 1938. до 1940. године, одиграо је 8 утакмица, укључујући и осмину финала Светског првенства 1938. године.